# Temporada 2012-2013 de l'EC Granollers
L'Esport Club Granollers es converteix durant aquesta temporada en la primera entitat esportiva centenària de la capital del Vallès Oriental. Es commemoren, a més, els 50è i 25è aniversaris dels juvenils que van quedar campions de Catalunya. Després de l'ascens aconseguit a la darrera jornada del curs anterior, l'objectiu és ara mantenir-se i consolidar-se a Primera Catalana, conservant la major part del grup de jugadors de l'any passat. Un inici enlluernador, amb 14 dels 18 primers punts en joc, situa l'equip al segon lloc de la classificació, a només un punt del lideratge. Però, res més lluny de la realitat, tot es capgira i s'inicia a partir d'aquí una llarga travessia de mals resultats que li costa el lloc a l'entrenador Juanmi Álvarez, després d'encetada la segona volta. No serà fins al tram final on es produeix el segon punt d'inflexió en la continuació del partit suspès a Peralada —guanyat en el darrer suspir amb gol de Martí Batlle— moment que marca la definitiva recuperació amb 12 punts consecutius.

## Fets destacats
2013
- 28 de gener: la junta directiva cessa Juanmi Álvarez i col·loca com a entrenador el secretari tècnic Dani Rizaldos.[1]
- 2 de març: l'Esport Club compleix 100 anys. Avui fa un segle que Agustí Torrellas, Alfred Canal i un estol de joves emprenedors s'asseien un diumenge al voltant d'una taula del Casino de Granollers per signar l'acta fundacional del primer equip de futbol de la ciutat.[2][3] Els actes del centenari comencen coincidint amb el partit al municipal del carrer Girona davant la UA Horta i s'allarguen fins després de l'estiu.[4][5][6][7][8]
- 21 d'abril: el triomf per 2 a 0 davant el CF Ripollet suposa trencar la pitjor mala ratxa en lliga dels últims anys —onze jornades sense conèixer la victòria— i a la vegada assolir la històrica xifra dels 1000 punts a la categoria (antiga Preferent).

## Plantilla
| Núm. | Pos. |           | Jugador                               | Procedència            | Temporada |
| ---- | ---- | --------- | ------------------------------------- | ---------------------- | --------- |
|      | POR  | Catalunya | Sergio Rivademar Martínez             | CE Sant Gabriel        | 2011-2012 |
|      | POR  | Catalunya | Albert Matamala Font                  | AEC Manlleu juvenil DH | 2012-2013 |
|      | DEF  | Catalunya | David Charcos Gastón                  | Palamós CF             | 2010-2011 |
|      | DEF  | Catalunya | Roger Bellavista Fortuny              | UE Vic                 | 2010-2011 |
|      | DEF  | Catalunya | Aleix Pinadella Bernabéu              | CF Badalona juvenil    | 2010-2011 |
|      | DEF  | Catalunya | Cristian Cifuentes Ferrer             | CE Sant Gabriel        | 2011-2012 |
|      | DEF  | Catalunya | Marcel Josep Galera Corbera           | CFJ Mollerussa         | 2011-2012 |
|      | DEF  | Catalunya | Michael Baraffe Sanés 'Maikel'        | FC Palafrugell         | 2011-2012 |
|      | DEF  | Catalunya | Raimon Raga Murtra 'Rai'              | CF Ripollet            | 2012-2013 |
|      | DEF  | Catalunya | Àngel Guijarro Bruguera               | CF Mollet UE           | 2012-2013 |
|      | DEF  | Catalunya | Àlex Merlatti Barrero                 | sense equip            | 2012-2013 |
|      | DEF  | Catalunya | Jordi Ganduxé Soto                    | juvenil                | 2012-2013 |
|      | DEF  | Catalunya | Pol Vallespí Fenollosa                | juvenil                | 2012-2013 |
|      | DEF  | Marroc    | Maruan Ahayat El Khalifi              | juvenil                | 2012-2013 |
|      | MIG  | Catalunya | Oriol Vila Martí                      | UE Vilassar de Mar     | 2008-2009 |
|      | MIG  | Catalunya | David García Aguilar                  | CF Les Franqueses      | 2011-2012 |
|      | MIG  | Catalunya | Sergi Boter Itchart                   | FC Martinenc           | 2011-2012 |
|      | MIG  | Catalunya | David Matito Pérez                    | FC Palafrugell         | 2011-2012 |
|      | MIG  | Catalunya | Gerard Enrich Cañellas                | UE Tona                | 2012-2013 |
|      | MIG  | Catalunya | Gerard García Benéitez                | CE Mataró              | 2012-2013 |
|      | MIG  | Catalunya | Alejandro Serrano García 'Jandro'     | FPE Mataró             | 2012-2013 |
|      | MIG  | Catalunya | Ivan García Rodríguez                 | UE Llagostera B        | 2012-2013 |
|      | MIG  | Catalunya | Oriol 'Uri' Sala Hernández            | CF Montañesa           | 2012-2013 |
|      | MIG  | Catalunya | Ernest Conesa Rodríguez               | juvenil                | 2012-2013 |
|      | DAV  | Mali      | Adama Sissoko Namake                  | CF Ametlla juvenil     | 2009-2010 |
|      | DAV  | Catalunya | Eduard Cosme Bruy                     | CP San Cristóbal       | 2011-2012 |
|      | DAV  | Catalunya | Martí Batlle Agustí                   | UDA Gramenet B         | 2012-2013 |
|      | DAV  | Catalunya | Marc Lucas Bueno                      | UE Vilassar de Mar     | 2012-2013 |
|      | DAV  | Catalunya | Carlos Miguel Jiménez Gonzales-Mohíno | UE Canovelles          | 2012-2013 |
|      | DAV  | Marroc    | Youssef Ezzejjari Lhasnaoui           | AEC Manlleu juvenil DH | 2012-2013 |
|      | DAV  | Catalunya | Joan Sierra Pujolàs                   | juvenil                | 2012-2013 |

Altres jugadors utilitzats a la pretemporada: Pol Ricart Herms (juvenil), Sergio Sánchez Cívico (juvenil), Álvaro González Martínez (juvenil), Pau Sanmartín Buira i Kevin Caballero García (AEC Manlleu Juvenil DH), Ibu Baldeh M'Ballow (FPEF Calella), Ismael Aguilar Salguero (FPEF Calella), Gregorio 'Grego' (FPEF Calella), Héctor, Josep, Marc, Juan, Dani, Avilés. 

Llegenda:  ·   Capità  ·   Juvenil  ·   Lesionat  ·   Altes  ·   Passaport europeu  ·   Extracomunitari  ·   Extracomunitari sense restricció
| Baixes 2011-2012               | Destinació             |
| Carles Jódar Manau             |                        |
| Àlex Merlatti Barrero          | estudis                |
| David Sánchez Rodríguez        |                        |
| Èdgar Santolalla Albiol        |                        |
| Víctor Manuel Sánchez Toledano | CD Masnou              |
| Bilal Marroun Talibi           | FC Palau               |
| Sergio Castro Sánchez          | FC Cardedeu            |
| Gianni di Cristofaro           | CF Vilanova del Vallès |
| David Suárez Cebral            |                        |

| Baixes 2012-2013               | Destinació           |
| Pol Ricart Herms               | UE Canovelles        |
| Sergio Sánchez Cívico          | UE Canovelles        |
| Álvaro González Martínez       | UE Canovelles        |
| Kevin Caballero García         | CE Olímpic Can Fatjó |
| Michael Baraffe Sanés 'Maikel' | CE Mataró            |
| Youssef Ezzejjari Lhasnaoui    | UE Vilassar de Mar   |
| Adama Sissoko Namake           | FC Cardedeu          |

| Jornades | 01 | 02 | 03 | 04 | 05 | 06 | 07 | 08 | 09 | 10 | 11 | 12 | 13 | 14 | 15 | 16 | 17 | 18 | 19 | 20 | 21 | 22 | 23 | 24 | 25 | 26 | 27 | 28 | 29 | 19 | 30 | 31 | 32 | 33 | 34 | Sumatoris       | PJ              | GM | GE | TG  | TV |
| --- | --- | --- | --- | --- | --- | --- | --- | --- | --- | --- | --- | --- | --- | --- | --- | --- | --- | --- | --- | --- | --- | --- | --- | --- | --- | --- | --- | --- | --- | --- | --- | --- | --- | --- | --- | --------------- | --------------- | -- | -- | --- | -- |
| Jandro | E | S | E | | S | S | S | E | E | E | T | E | E | T | T | S | S | | T | S | E | E | E | E | E | T | T | S | S | S | S | E | E | E | E | Jandro          | 32              | 2  |    | 5   |    |
| Miguel Jiménez | E | E | S | S | S | S | S | T | T | S | S | S | S | | S | T | T | T | | T | S | S | | E | S | E | E | E | E | S | | S | S | T | S | Miguel Jiménez  | 31              | 9  |    | 5   |    |
| Pinadella | S | S | | S | T | T | T | S | T | T | T | | T | T | T | T | T | T | T | T | T | | T | T | | S | S | S | S | | S | | S | T | T | Pinadella       | 29              |    |    | 15  | 2  |
| Àngel | E | T | S | E | S | T | S | T | E | | E | S | | E | T | | E | E | T | S | | | T | T | T | E | E | E | T | T | T | T | T | S | T | Àngel           | 29              |    |    | 8   |    |
| Enrich | T | T | S | T | T | S | T | S | S | S | | S | | T | | T | T | S | T | T | | T | T | | T | T | | S | T | T | S | T | S | T | T | Enrich          | 28              | 3  |    | 12  | 3  |
| David García | T | T | T | T | T | T | S | S | E | S | T | E | T | E | | E | | | | | | | E | E | E | S | S | T | T | T | T | S | T | S | S | David García    | 28              | 1  |    | 8   |    |
| Oriol Vila | T | | T | T | | E | T | T | T | T | T | T | S | S | T | | E | T | T | S | E | S | E | T | S | | E | | | E | E | T | | S | S | Oriol Vila      | 27              | 5  |    | 15  | 2  |
| Bellavista | | | | E | T | T | T | T | | E | T | T | T | S | | | E | T | T | T | T | S | E | T | T | T | T | T | T | T | | T | T | T | T | Bellavista      | 27              | 3  |    | 11  |    |
| Martí | S | S | | | | | E | E | | E | E | E | E | T | S | S | S | E | | E | E | E | S | S | | E | S | E | E | E | S | S | E | | E | Martí           | 27              | 2  |    | 2   | 1  |
| Cristian | T | T | T | S | S | T | T | T | T | T | | T | T | S | T | T | T | T | T | S | T | T | T | T | S | | | | | | | | | E | S | Cristian        | 26              | 2  |    | 8   |    |
| Edu Cosme | S | T | S | T | T | | | | | | S | T | | | E | T | T | S | T | T | T | T | | S | T | T | T | T | T | T | T | | T | T | T | Edu Cosme       | 25              | 6  |    | 6   | 2  |
| Rai | T | E | T | T | | | E | | E | S | S | T | T | E | S | | E | E | T | | S | E | | | E | E | E | E | E | | E | E | E | | | Rai             | 25              | 1  |    | 1   |    |
| David Matito | S | S | T | S | S | S | | S | S | | | S | S | E | | E | E | S | | E | S | S | S | S | S | | E | E | | | | E | E | | S | David Matito    | 25              |    |    | 8   |    |
| Ivan García | | | | E | | S | S | S | | E | E | S | T | S | S | S | S | S | T | T | S | | S | S | | | | S | T | S | T | S | S | | | Ivan García     | 23              | 7  |    | 8   | 1  |
| Rivademar | T | T | T | T | T | T | T | T | T | T | T | T | T | | | T | T | T | | | | | | T | T | T | T | T | T | | | | | | T | Rivademar       | 23              |    | 38 | 2   |    |
| Marcel | | | E | | E | | E | E | S | T | S | | E | S | | T | S | S | | | T | T | T | | S | T | T | T | | | E | | E | E | | Marcel          | 22              |    |    | 11  | 2  |
| Gerard García | | E | E | E | E | E | | | S | | | | | | | | | E | | E | T | T | S | | T | S | | | | T | T | T | T | S | E | Gerard García   | 19              | 2  |    | 8   |    |
| Uri Sala | | | | | | | | | | | | | | | | | | | | E | E | E | E | E | E | S | T | S | S | S | S | S | S | S | E | Uri Sala        | 16              | 2  |    | 1   |    |
| Adama | S | | S | S | E | E | E | E | T | T | S | E | E | T | E | E | | E | | | | | | | | | | | | | | | | | | Adama           | 16              |    |    |     |    |
| Marc Lucas | E | S | E | | E | E | E | E | S | S | E | E | S | | | | | | | | | | | | | | | | | | | | | | | Marc Lucas      | 12              | 1  |    | 2   |    |
| Matamala | | | | | | | | | | | | | | T | T | | | | T | T | T | T | T | | | | | | | T | T | T | T | T | | Matamala        | 11              |    | 15 |     |    |
| Merlatti | | | | | | | | | | | | | | | | | | | | | | | | E | E | T | S | T | S | | E | E | | E | E | Merlatti        | 10              |    |    | 4   |    |
| Charcos | | | | | | | | | | | | | | E | T | T | S | | | | | T | S | S | | | S | | | | | | | | | Charcos         | 8               |    |    |     |    |
| Youssef | | E | E | E | E | E | | | E | E | E | | | | | | | | | | | | | | | | | | | | | | | | | Youssef         | 8               |    |    |     |    |
| Sierra | | | | | | | | | | | | | | | | | | | | | | | | | | | | | | | E | E | | E | | Sierra          | 3               |    |    |     |    |
| Ernest | | | | | | | | | | | | | | | | | | | | | | | | | | | | | E | E | | | | | | Ernest          | 2               |    |    |     |    |
| Maikel | E | E | | | | | | | | | | | | | | | | | | | | | | | | | | | | | | | | | | Maikel          | 2               |    |    |     |    |
| Ganduxé | | | | | | | | | | | | | | | E | | | | | | | | | | | | | | | | | | | | | Ganduxé         | 1               |    |    |     |    |
| Pol | | | | | | | | | | | | | | | E | | | | | | | | | | | | | | | | | | | | | Pol             | 1               |    |    |     |    |
| Maruan | | | | | | | | | | | | | | | | | | | | | | | | | | | | | | E | | | | | | Maruan          | 1               |    |    |     |    |
| Boter | | | | | | | | | | | | | | | | | | | | | | | | | | | | | | | | | | | | Boter           | -               |    |    |     |    |
| T:titular, S:surt, E:entra, ES:entra i surt, PJ:partits jugats, GM:gols marcats, GE:gols encaixats, TG:targetes grogues, TV:targetes vermelles \| groga \| groga + groga \| groga + vermella \| vermella \| sanció \| lesió \| baixa \| | T:titular, S:surt, E:entra, ES:entra i surt, PJ:partits jugats, GM:gols marcats, GE:gols encaixats, TG:targetes grogues, TV:targetes vermelles \| groga \| groga + groga \| groga + vermella \| vermella \| sanció \| lesió \| baixa \| | T:titular, S:surt, E:entra, ES:entra i surt, PJ:partits jugats, GM:gols marcats, GE:gols encaixats, TG:targetes grogues, TV:targetes vermelles \| groga \| groga + groga \| groga + vermella \| vermella \| sanció \| lesió \| baixa \| | T:titular, S:surt, E:entra, ES:entra i surt, PJ:partits jugats, GM:gols marcats, GE:gols encaixats, TG:targetes grogues, TV:targetes vermelles \| groga \| groga + groga \| groga + vermella \| vermella \| sanció \| lesió \| baixa \| | T:titular, S:surt, E:entra, ES:entra i surt, PJ:partits jugats, GM:gols marcats, GE:gols encaixats, TG:targetes grogues, TV:targetes vermelles \| groga \| groga + groga \| groga + vermella \| vermella \| sanció \| lesió \| baixa \| | T:titular, S:surt, E:entra, ES:entra i surt, PJ:partits jugats, GM:gols marcats, GE:gols encaixats, TG:targetes grogues, TV:targetes vermelles \| groga \| groga + groga \| groga + vermella \| vermella \| sanció \| lesió \| baixa \| | T:titular, S:surt, E:entra, ES:entra i surt, PJ:partits jugats, GM:gols marcats, GE:gols encaixats, TG:targetes grogues, TV:targetes vermelles \| groga \| groga + groga \| groga + vermella \| vermella \| sanció \| lesió \| baixa \| | T:titular, S:surt, E:entra, ES:entra i surt, PJ:partits jugats, GM:gols marcats, GE:gols encaixats, TG:targetes grogues, TV:targetes vermelles \| groga \| groga + groga \| groga + vermella \| vermella \| sanció \| lesió \| baixa \| | T:titular, S:surt, E:entra, ES:entra i surt, PJ:partits jugats, GM:gols marcats, GE:gols encaixats, TG:targetes grogues, TV:targetes vermelles \| groga \| groga + groga \| groga + vermella \| vermella \| sanció \| lesió \| baixa \| | T:titular, S:surt, E:entra, ES:entra i surt, PJ:partits jugats, GM:gols marcats, GE:gols encaixats, TG:targetes grogues, TV:targetes vermelles \| groga \| groga + groga \| groga + vermella \| vermella \| sanció \| lesió \| baixa \| | T:titular, S:surt, E:entra, ES:entra i surt, PJ:partits jugats, GM:gols marcats, GE:gols encaixats, TG:targetes grogues, TV:targetes vermelles \| groga \| groga + groga \| groga + vermella \| vermella \| sanció \| lesió \| baixa \| | T:titular, S:surt, E:entra, ES:entra i surt, PJ:partits jugats, GM:gols marcats, GE:gols encaixats, TG:targetes grogues, TV:targetes vermelles \| groga \| groga + groga \| groga + vermella \| vermella \| sanció \| lesió \| baixa \| | T:titular, S:surt, E:entra, ES:entra i surt, PJ:partits jugats, GM:gols marcats, GE:gols encaixats, TG:targetes grogues, TV:targetes vermelles \| groga \| groga + groga \| groga + vermella \| vermella \| sanció \| lesió \| baixa \| | T:titular, S:surt, E:entra, ES:entra i surt, PJ:partits jugats, GM:gols marcats, GE:gols encaixats, TG:targetes grogues, TV:targetes vermelles \| groga \| groga + groga \| groga + vermella \| vermella \| sanció \| lesió \| baixa \| | T:titular, S:surt, E:entra, ES:entra i surt, PJ:partits jugats, GM:gols marcats, GE:gols encaixats, TG:targetes grogues, TV:targetes vermelles \| groga \| groga + groga \| groga + vermella \| vermella \| sanció \| lesió \| baixa \| | T:titular, S:surt, E:entra, ES:entra i surt, PJ:partits jugats, GM:gols marcats, GE:gols encaixats, TG:targetes grogues, TV:targetes vermelles \| groga \| groga + groga \| groga + vermella \| vermella \| sanció \| lesió \| baixa \| | T:titular, S:surt, E:entra, ES:entra i surt, PJ:partits jugats, GM:gols marcats, GE:gols encaixats, TG:targetes grogues, TV:targetes vermelles \| groga \| groga + groga \| groga + vermella \| vermella \| sanció \| lesió \| baixa \| | T:titular, S:surt, E:entra, ES:entra i surt, PJ:partits jugats, GM:gols marcats, GE:gols encaixats, TG:targetes grogues, TV:targetes vermelles \| groga \| groga + groga \| groga + vermella \| vermella \| sanció \| lesió \| baixa \| | T:titular, S:surt, E:entra, ES:entra i surt, PJ:partits jugats, GM:gols marcats, GE:gols encaixats, TG:targetes grogues, TV:targetes vermelles \| groga \| groga + groga \| groga + vermella \| vermella \| sanció \| lesió \| baixa \| | T:titular, S:surt, E:entra, ES:entra i surt, PJ:partits jugats, GM:gols marcats, GE:gols encaixats, TG:targetes grogues, TV:targetes vermelles \| groga \| groga + groga \| groga + vermella \| vermella \| sanció \| lesió \| baixa \| | T:titular, S:surt, E:entra, ES:entra i surt, PJ:partits jugats, GM:gols marcats, GE:gols encaixats, TG:targetes grogues, TV:targetes vermelles \| groga \| groga + groga \| groga + vermella \| vermella \| sanció \| lesió \| baixa \| | T:titular, S:surt, E:entra, ES:entra i surt, PJ:partits jugats, GM:gols marcats, GE:gols encaixats, TG:targetes grogues, TV:targetes vermelles \| groga \| groga + groga \| groga + vermella \| vermella \| sanció \| lesió \| baixa \| | T:titular, S:surt, E:entra, ES:entra i surt, PJ:partits jugats, GM:gols marcats, GE:gols encaixats, TG:targetes grogues, TV:targetes vermelles \| groga \| groga + groga \| groga + vermella \| vermella \| sanció \| lesió \| baixa \| | T:titular, S:surt, E:entra, ES:entra i surt, PJ:partits jugats, GM:gols marcats, GE:gols encaixats, TG:targetes grogues, TV:targetes vermelles \| groga \| groga + groga \| groga + vermella \| vermella \| sanció \| lesió \| baixa \| | T:titular, S:surt, E:entra, ES:entra i surt, PJ:partits jugats, GM:gols marcats, GE:gols encaixats, TG:targetes grogues, TV:targetes vermelles \| groga \| groga + groga \| groga + vermella \| vermella \| sanció \| lesió \| baixa \| | T:titular, S:surt, E:entra, ES:entra i surt, PJ:partits jugats, GM:gols marcats, GE:gols encaixats, TG:targetes grogues, TV:targetes vermelles \| groga \| groga + groga \| groga + vermella \| vermella \| sanció \| lesió \| baixa \| | T:titular, S:surt, E:entra, ES:entra i surt, PJ:partits jugats, GM:gols marcats, GE:gols encaixats, TG:targetes grogues, TV:targetes vermelles \| groga \| groga + groga \| groga + vermella \| vermella \| sanció \| lesió \| baixa \| | T:titular, S:surt, E:entra, ES:entra i surt, PJ:partits jugats, GM:gols marcats, GE:gols encaixats, TG:targetes grogues, TV:targetes vermelles \| groga \| groga + groga \| groga + vermella \| vermella \| sanció \| lesió \| baixa \| | T:titular, S:surt, E:entra, ES:entra i surt, PJ:partits jugats, GM:gols marcats, GE:gols encaixats, TG:targetes grogues, TV:targetes vermelles \| groga \| groga + groga \| groga + vermella \| vermella \| sanció \| lesió \| baixa \| | T:titular, S:surt, E:entra, ES:entra i surt, PJ:partits jugats, GM:gols marcats, GE:gols encaixats, TG:targetes grogues, TV:targetes vermelles \| groga \| groga + groga \| groga + vermella \| vermella \| sanció \| lesió \| baixa \| | T:titular, S:surt, E:entra, ES:entra i surt, PJ:partits jugats, GM:gols marcats, GE:gols encaixats, TG:targetes grogues, TV:targetes vermelles \| groga \| groga + groga \| groga + vermella \| vermella \| sanció \| lesió \| baixa \| | T:titular, S:surt, E:entra, ES:entra i surt, PJ:partits jugats, GM:gols marcats, GE:gols encaixats, TG:targetes grogues, TV:targetes vermelles \| groga \| groga + groga \| groga + vermella \| vermella \| sanció \| lesió \| baixa \| | T:titular, S:surt, E:entra, ES:entra i surt, PJ:partits jugats, GM:gols marcats, GE:gols encaixats, TG:targetes grogues, TV:targetes vermelles \| groga \| groga + groga \| groga + vermella \| vermella \| sanció \| lesió \| baixa \| | T:titular, S:surt, E:entra, ES:entra i surt, PJ:partits jugats, GM:gols marcats, GE:gols encaixats, TG:targetes grogues, TV:targetes vermelles \| groga \| groga + groga \| groga + vermella \| vermella \| sanció \| lesió \| baixa \| | T:titular, S:surt, E:entra, ES:entra i surt, PJ:partits jugats, GM:gols marcats, GE:gols encaixats, TG:targetes grogues, TV:targetes vermelles \| groga \| groga + groga \| groga + vermella \| vermella \| sanció \| lesió \| baixa \| | T:titular, S:surt, E:entra, ES:entra i surt, PJ:partits jugats, GM:gols marcats, GE:gols encaixats, TG:targetes grogues, TV:targetes vermelles \| groga \| groga + groga \| groga + vermella \| vermella \| sanció \| lesió \| baixa \| | En pròpia porta | En pròpia porta | 1  |    |     |    |
| T:titular, S:surt, E:entra, ES:entra i surt, PJ:partits jugats, GM:gols marcats, GE:gols encaixats, TG:targetes grogues, TV:targetes vermelles \| groga \| groga + groga \| groga + vermella \| vermella \| sanció \| lesió \| baixa \| | T:titular, S:surt, E:entra, ES:entra i surt, PJ:partits jugats, GM:gols marcats, GE:gols encaixats, TG:targetes grogues, TV:targetes vermelles \| groga \| groga + groga \| groga + vermella \| vermella \| sanció \| lesió \| baixa \| | T:titular, S:surt, E:entra, ES:entra i surt, PJ:partits jugats, GM:gols marcats, GE:gols encaixats, TG:targetes grogues, TV:targetes vermelles \| groga \| groga + groga \| groga + vermella \| vermella \| sanció \| lesió \| baixa \| | T:titular, S:surt, E:entra, ES:entra i surt, PJ:partits jugats, GM:gols marcats, GE:gols encaixats, TG:targetes grogues, TV:targetes vermelles \| groga \| groga + groga \| groga + vermella \| vermella \| sanció \| lesió \| baixa \| | T:titular, S:surt, E:entra, ES:entra i surt, PJ:partits jugats, GM:gols marcats, GE:gols encaixats, TG:targetes grogues, TV:targetes vermelles \| groga \| groga + groga \| groga + vermella \| vermella \| sanció \| lesió \| baixa \| | T:titular, S:surt, E:entra, ES:entra i surt, PJ:partits jugats, GM:gols marcats, GE:gols encaixats, TG:targetes grogues, TV:targetes vermelles \| groga \| groga + groga \| groga + vermella \| vermella \| sanció \| lesió \| baixa \| | T:titular, S:surt, E:entra, ES:entra i surt, PJ:partits jugats, GM:gols marcats, GE:gols encaixats, TG:targetes grogues, TV:targetes vermelles \| groga \| groga + groga \| groga + vermella \| vermella \| sanció \| lesió \| baixa \| | T:titular, S:surt, E:entra, ES:entra i surt, PJ:partits jugats, GM:gols marcats, GE:gols encaixats, TG:targetes grogues, TV:targetes vermelles \| groga \| groga + groga \| groga + vermella \| vermella \| sanció \| lesió \| baixa \| | T:titular, S:surt, E:entra, ES:entra i surt, PJ:partits jugats, GM:gols marcats, GE:gols encaixats, TG:targetes grogues, TV:targetes vermelles \| groga \| groga + groga \| groga + vermella \| vermella \| sanció \| lesió \| baixa \| | T:titular, S:surt, E:entra, ES:entra i surt, PJ:partits jugats, GM:gols marcats, GE:gols encaixats, TG:targetes grogues, TV:targetes vermelles \| groga \| groga + groga \| groga + vermella \| vermella \| sanció \| lesió \| baixa \| | T:titular, S:surt, E:entra, ES:entra i surt, PJ:partits jugats, GM:gols marcats, GE:gols encaixats, TG:targetes grogues, TV:targetes vermelles \| groga \| groga + groga \| groga + vermella \| vermella \| sanció \| lesió \| baixa \| | T:titular, S:surt, E:entra, ES:entra i surt, PJ:partits jugats, GM:gols marcats, GE:gols encaixats, TG:targetes grogues, TV:targetes vermelles \| groga \| groga + groga \| groga + vermella \| vermella \| sanció \| lesió \| baixa \| | T:titular, S:surt, E:entra, ES:entra i surt, PJ:partits jugats, GM:gols marcats, GE:gols encaixats, TG:targetes grogues, TV:targetes vermelles \| groga \| groga + groga \| groga + vermella \| vermella \| sanció \| lesió \| baixa \| | T:titular, S:surt, E:entra, ES:entra i surt, PJ:partits jugats, GM:gols marcats, GE:gols encaixats, TG:targetes grogues, TV:targetes vermelles \| groga \| groga + groga \| groga + vermella \| vermella \| sanció \| lesió \| baixa \| | T:titular, S:surt, E:entra, ES:entra i surt, PJ:partits jugats, GM:gols marcats, GE:gols encaixats, TG:targetes grogues, TV:targetes vermelles \| groga \| groga + groga \| groga + vermella \| vermella \| sanció \| lesió \| baixa \| | T:titular, S:surt, E:entra, ES:entra i surt, PJ:partits jugats, GM:gols marcats, GE:gols encaixats, TG:targetes grogues, TV:targetes vermelles \| groga \| groga + groga \| groga + vermella \| vermella \| sanció \| lesió \| baixa \| | T:titular, S:surt, E:entra, ES:entra i surt, PJ:partits jugats, GM:gols marcats, GE:gols encaixats, TG:targetes grogues, TV:targetes vermelles \| groga \| groga + groga \| groga + vermella \| vermella \| sanció \| lesió \| baixa \| | T:titular, S:surt, E:entra, ES:entra i surt, PJ:partits jugats, GM:gols marcats, GE:gols encaixats, TG:targetes grogues, TV:targetes vermelles \| groga \| groga + groga \| groga + vermella \| vermella \| sanció \| lesió \| baixa \| | T:titular, S:surt, E:entra, ES:entra i surt, PJ:partits jugats, GM:gols marcats, GE:gols encaixats, TG:targetes grogues, TV:targetes vermelles \| groga \| groga + groga \| groga + vermella \| vermella \| sanció \| lesió \| baixa \| | T:titular, S:surt, E:entra, ES:entra i surt, PJ:partits jugats, GM:gols marcats, GE:gols encaixats, TG:targetes grogues, TV:targetes vermelles \| groga \| groga + groga \| groga + vermella \| vermella \| sanció \| lesió \| baixa \| | T:titular, S:surt, E:entra, ES:entra i surt, PJ:partits jugats, GM:gols marcats, GE:gols encaixats, TG:targetes grogues, TV:targetes vermelles \| groga \| groga + groga \| groga + vermella \| vermella \| sanció \| lesió \| baixa \| | T:titular, S:surt, E:entra, ES:entra i surt, PJ:partits jugats, GM:gols marcats, GE:gols encaixats, TG:targetes grogues, TV:targetes vermelles \| groga \| groga + groga \| groga + vermella \| vermella \| sanció \| lesió \| baixa \| | T:titular, S:surt, E:entra, ES:entra i surt, PJ:partits jugats, GM:gols marcats, GE:gols encaixats, TG:targetes grogues, TV:targetes vermelles \| groga \| groga + groga \| groga + vermella \| vermella \| sanció \| lesió \| baixa \| | T:titular, S:surt, E:entra, ES:entra i surt, PJ:partits jugats, GM:gols marcats, GE:gols encaixats, TG:targetes grogues, TV:targetes vermelles \| groga \| groga + groga \| groga + vermella \| vermella \| sanció \| lesió \| baixa \| | T:titular, S:surt, E:entra, ES:entra i surt, PJ:partits jugats, GM:gols marcats, GE:gols encaixats, TG:targetes grogues, TV:targetes vermelles \| groga \| groga + groga \| groga + vermella \| vermella \| sanció \| lesió \| baixa \| | T:titular, S:surt, E:entra, ES:entra i surt, PJ:partits jugats, GM:gols marcats, GE:gols encaixats, TG:targetes grogues, TV:targetes vermelles \| groga \| groga + groga \| groga + vermella \| vermella \| sanció \| lesió \| baixa \| | T:titular, S:surt, E:entra, ES:entra i surt, PJ:partits jugats, GM:gols marcats, GE:gols encaixats, TG:targetes grogues, TV:targetes vermelles \| groga \| groga + groga \| groga + vermella \| vermella \| sanció \| lesió \| baixa \| | T:titular, S:surt, E:entra, ES:entra i surt, PJ:partits jugats, GM:gols marcats, GE:gols encaixats, TG:targetes grogues, TV:targetes vermelles \| groga \| groga + groga \| groga + vermella \| vermella \| sanció \| lesió \| baixa \| | T:titular, S:surt, E:entra, ES:entra i surt, PJ:partits jugats, GM:gols marcats, GE:gols encaixats, TG:targetes grogues, TV:targetes vermelles \| groga \| groga + groga \| groga + vermella \| vermella \| sanció \| lesió \| baixa \| | T:titular, S:surt, E:entra, ES:entra i surt, PJ:partits jugats, GM:gols marcats, GE:gols encaixats, TG:targetes grogues, TV:targetes vermelles \| groga \| groga + groga \| groga + vermella \| vermella \| sanció \| lesió \| baixa \| | T:titular, S:surt, E:entra, ES:entra i surt, PJ:partits jugats, GM:gols marcats, GE:gols encaixats, TG:targetes grogues, TV:targetes vermelles \| groga \| groga + groga \| groga + vermella \| vermella \| sanció \| lesió \| baixa \| | T:titular, S:surt, E:entra, ES:entra i surt, PJ:partits jugats, GM:gols marcats, GE:gols encaixats, TG:targetes grogues, TV:targetes vermelles \| groga \| groga + groga \| groga + vermella \| vermella \| sanció \| lesió \| baixa \| | T:titular, S:surt, E:entra, ES:entra i surt, PJ:partits jugats, GM:gols marcats, GE:gols encaixats, TG:targetes grogues, TV:targetes vermelles \| groga \| groga + groga \| groga + vermella \| vermella \| sanció \| lesió \| baixa \| | T:titular, S:surt, E:entra, ES:entra i surt, PJ:partits jugats, GM:gols marcats, GE:gols encaixats, TG:targetes grogues, TV:targetes vermelles \| groga \| groga + groga \| groga + vermella \| vermella \| sanció \| lesió \| baixa \| | T:titular, S:surt, E:entra, ES:entra i surt, PJ:partits jugats, GM:gols marcats, GE:gols encaixats, TG:targetes grogues, TV:targetes vermelles \| groga \| groga + groga \| groga + vermella \| vermella \| sanció \| lesió \| baixa \| | T:titular, S:surt, E:entra, ES:entra i surt, PJ:partits jugats, GM:gols marcats, GE:gols encaixats, TG:targetes grogues, TV:targetes vermelles \| groga \| groga + groga \| groga + vermella \| vermella \| sanció \| lesió \| baixa \| | Per sanció      |                 |    |    |     |    |
| T:titular, S:surt, E:entra, ES:entra i surt, PJ:partits jugats, GM:gols marcats, GE:gols encaixats, TG:targetes grogues, TV:targetes vermelles \| groga \| groga + groga \| groga + vermella \| vermella \| sanció \| lesió \| baixa \| | T:titular, S:surt, E:entra, ES:entra i surt, PJ:partits jugats, GM:gols marcats, GE:gols encaixats, TG:targetes grogues, TV:targetes vermelles \| groga \| groga + groga \| groga + vermella \| vermella \| sanció \| lesió \| baixa \| | T:titular, S:surt, E:entra, ES:entra i surt, PJ:partits jugats, GM:gols marcats, GE:gols encaixats, TG:targetes grogues, TV:targetes vermelles \| groga \| groga + groga \| groga + vermella \| vermella \| sanció \| lesió \| baixa \| | T:titular, S:surt, E:entra, ES:entra i surt, PJ:partits jugats, GM:gols marcats, GE:gols encaixats, TG:targetes grogues, TV:targetes vermelles \| groga \| groga + groga \| groga + vermella \| vermella \| sanció \| lesió \| baixa \| | T:titular, S:surt, E:entra, ES:entra i surt, PJ:partits jugats, GM:gols marcats, GE:gols encaixats, TG:targetes grogues, TV:targetes vermelles \| groga \| groga + groga \| groga + vermella \| vermella \| sanció \| lesió \| baixa \| | T:titular, S:surt, E:entra, ES:entra i surt, PJ:partits jugats, GM:gols marcats, GE:gols encaixats, TG:targetes grogues, TV:targetes vermelles \| groga \| groga + groga \| groga + vermella \| vermella \| sanció \| lesió \| baixa \| | T:titular, S:surt, E:entra, ES:entra i surt, PJ:partits jugats, GM:gols marcats, GE:gols encaixats, TG:targetes grogues, TV:targetes vermelles \| groga \| groga + groga \| groga + vermella \| vermella \| sanció \| lesió \| baixa \| | T:titular, S:surt, E:entra, ES:entra i surt, PJ:partits jugats, GM:gols marcats, GE:gols encaixats, TG:targetes grogues, TV:targetes vermelles \| groga \| groga + groga \| groga + vermella \| vermella \| sanció \| lesió \| baixa \| | T:titular, S:surt, E:entra, ES:entra i surt, PJ:partits jugats, GM:gols marcats, GE:gols encaixats, TG:targetes grogues, TV:targetes vermelles \| groga \| groga + groga \| groga + vermella \| vermella \| sanció \| lesió \| baixa \| | T:titular, S:surt, E:entra, ES:entra i surt, PJ:partits jugats, GM:gols marcats, GE:gols encaixats, TG:targetes grogues, TV:targetes vermelles \| groga \| groga + groga \| groga + vermella \| vermella \| sanció \| lesió \| baixa \| | T:titular, S:surt, E:entra, ES:entra i surt, PJ:partits jugats, GM:gols marcats, GE:gols encaixats, TG:targetes grogues, TV:targetes vermelles \| groga \| groga + groga \| groga + vermella \| vermella \| sanció \| lesió \| baixa \| | T:titular, S:surt, E:entra, ES:entra i surt, PJ:partits jugats, GM:gols marcats, GE:gols encaixats, TG:targetes grogues, TV:targetes vermelles \| groga \| groga + groga \| groga + vermella \| vermella \| sanció \| lesió \| baixa \| | T:titular, S:surt, E:entra, ES:entra i surt, PJ:partits jugats, GM:gols marcats, GE:gols encaixats, TG:targetes grogues, TV:targetes vermelles \| groga \| groga + groga \| groga + vermella \| vermella \| sanció \| lesió \| baixa \| | T:titular, S:surt, E:entra, ES:entra i surt, PJ:partits jugats, GM:gols marcats, GE:gols encaixats, TG:targetes grogues, TV:targetes vermelles \| groga \| groga + groga \| groga + vermella \| vermella \| sanció \| lesió \| baixa \| | T:titular, S:surt, E:entra, ES:entra i surt, PJ:partits jugats, GM:gols marcats, GE:gols encaixats, TG:targetes grogues, TV:targetes vermelles \| groga \| groga + groga \| groga + vermella \| vermella \| sanció \| lesió \| baixa \| | T:titular, S:surt, E:entra, ES:entra i surt, PJ:partits jugats, GM:gols marcats, GE:gols encaixats, TG:targetes grogues, TV:targetes vermelles \| groga \| groga + groga \| groga + vermella \| vermella \| sanció \| lesió \| baixa \| | T:titular, S:surt, E:entra, ES:entra i surt, PJ:partits jugats, GM:gols marcats, GE:gols encaixats, TG:targetes grogues, TV:targetes vermelles \| groga \| groga + groga \| groga + vermella \| vermella \| sanció \| lesió \| baixa \| | T:titular, S:surt, E:entra, ES:entra i surt, PJ:partits jugats, GM:gols marcats, GE:gols encaixats, TG:targetes grogues, TV:targetes vermelles \| groga \| groga + groga \| groga + vermella \| vermella \| sanció \| lesió \| baixa \| | T:titular, S:surt, E:entra, ES:entra i surt, PJ:partits jugats, GM:gols marcats, GE:gols encaixats, TG:targetes grogues, TV:targetes vermelles \| groga \| groga + groga \| groga + vermella \| vermella \| sanció \| lesió \| baixa \| | T:titular, S:surt, E:entra, ES:entra i surt, PJ:partits jugats, GM:gols marcats, GE:gols encaixats, TG:targetes grogues, TV:targetes vermelles \| groga \| groga + groga \| groga + vermella \| vermella \| sanció \| lesió \| baixa \| | T:titular, S:surt, E:entra, ES:entra i surt, PJ:partits jugats, GM:gols marcats, GE:gols encaixats, TG:targetes grogues, TV:targetes vermelles \| groga \| groga + groga \| groga + vermella \| vermella \| sanció \| lesió \| baixa \| | T:titular, S:surt, E:entra, ES:entra i surt, PJ:partits jugats, GM:gols marcats, GE:gols encaixats, TG:targetes grogues, TV:targetes vermelles \| groga \| groga + groga \| groga + vermella \| vermella \| sanció \| lesió \| baixa \| | T:titular, S:surt, E:entra, ES:entra i surt, PJ:partits jugats, GM:gols marcats, GE:gols encaixats, TG:targetes grogues, TV:targetes vermelles \| groga \| groga + groga \| groga + vermella \| vermella \| sanció \| lesió \| baixa \| | T:titular, S:surt, E:entra, ES:entra i surt, PJ:partits jugats, GM:gols marcats, GE:gols encaixats, TG:targetes grogues, TV:targetes vermelles \| groga \| groga + groga \| groga + vermella \| vermella \| sanció \| lesió \| baixa \| | T:titular, S:surt, E:entra, ES:entra i surt, PJ:partits jugats, GM:gols marcats, GE:gols encaixats, TG:targetes grogues, TV:targetes vermelles \| groga \| groga + groga \| groga + vermella \| vermella \| sanció \| lesió \| baixa \| | T:titular, S:surt, E:entra, ES:entra i surt, PJ:partits jugats, GM:gols marcats, GE:gols encaixats, TG:targetes grogues, TV:targetes vermelles \| groga \| groga + groga \| groga + vermella \| vermella \| sanció \| lesió \| baixa \| | T:titular, S:surt, E:entra, ES:entra i surt, PJ:partits jugats, GM:gols marcats, GE:gols encaixats, TG:targetes grogues, TV:targetes vermelles \| groga \| groga + groga \| groga + vermella \| vermella \| sanció \| lesió \| baixa \| | T:titular, S:surt, E:entra, ES:entra i surt, PJ:partits jugats, GM:gols marcats, GE:gols encaixats, TG:targetes grogues, TV:targetes vermelles \| groga \| groga + groga \| groga + vermella \| vermella \| sanció \| lesió \| baixa \| | T:titular, S:surt, E:entra, ES:entra i surt, PJ:partits jugats, GM:gols marcats, GE:gols encaixats, TG:targetes grogues, TV:targetes vermelles \| groga \| groga + groga \| groga + vermella \| vermella \| sanció \| lesió \| baixa \| | T:titular, S:surt, E:entra, ES:entra i surt, PJ:partits jugats, GM:gols marcats, GE:gols encaixats, TG:targetes grogues, TV:targetes vermelles \| groga \| groga + groga \| groga + vermella \| vermella \| sanció \| lesió \| baixa \| | T:titular, S:surt, E:entra, ES:entra i surt, PJ:partits jugats, GM:gols marcats, GE:gols encaixats, TG:targetes grogues, TV:targetes vermelles \| groga \| groga + groga \| groga + vermella \| vermella \| sanció \| lesió \| baixa \| | T:titular, S:surt, E:entra, ES:entra i surt, PJ:partits jugats, GM:gols marcats, GE:gols encaixats, TG:targetes grogues, TV:targetes vermelles \| groga \| groga + groga \| groga + vermella \| vermella \| sanció \| lesió \| baixa \| | T:titular, S:surt, E:entra, ES:entra i surt, PJ:partits jugats, GM:gols marcats, GE:gols encaixats, TG:targetes grogues, TV:targetes vermelles \| groga \| groga + groga \| groga + vermella \| vermella \| sanció \| lesió \| baixa \| | T:titular, S:surt, E:entra, ES:entra i surt, PJ:partits jugats, GM:gols marcats, GE:gols encaixats, TG:targetes grogues, TV:targetes vermelles \| groga \| groga + groga \| groga + vermella \| vermella \| sanció \| lesió \| baixa \| | T:titular, S:surt, E:entra, ES:entra i surt, PJ:partits jugats, GM:gols marcats, GE:gols encaixats, TG:targetes grogues, TV:targetes vermelles \| groga \| groga + groga \| groga + vermella \| vermella \| sanció \| lesió \| baixa \| | T:titular, S:surt, E:entra, ES:entra i surt, PJ:partits jugats, GM:gols marcats, GE:gols encaixats, TG:targetes grogues, TV:targetes vermelles \| groga \| groga + groga \| groga + vermella \| vermella \| sanció \| lesió \| baixa \| | Totals          | Totals          | 47 | 53 | 140 | 13 |
| groga | groga + groga | groga + vermella | vermella | sanció | lesió | baixa | | | | | | | | | | | | | | | | | | | | | | | | | | | | | |                 |                 |    |    |     |    |

## Resultats i classificacions
| Copa Catalunya |

| 10 juny 2012                                                             | CE Llerona | 2 – 2           | EC Granollers | Llerona                                                                                             |  |
| 12:00 Amb errors en els gols a l'acta arbitral 1a fase - 2a eliminatòria | Miguel 12' · Albert 17' Fran · Álex, Polo, Javi, Rubén · Miguel, David Parra, Joan Ricart · Cristian, Adrià, Albert | Acta FCF        | 20' Cristian · 37' (p.) Oriol Vila Rivademar · Maikel, Cristian, Bellavista, Merlatti · Sergio Castro, Oriol Vila, Víctor Manuel, Bilal · Edu Cosme, Gianni | Instal·lacions Parroquials · Melcior Fabre Vila · Sergi Martínez Martínez · Abdelaziz Ajdir Lenti · |  |
|                                                                          | | Tanda de penals | | |  |
|                                                                          | | 4 – 5           | | |  |

| 17 juny 2012                                                             | CE Lliçà d'Amunt                                                                                         | 2 – 2           | EC Granollers | Lliçà d'Amunt                                                                                                |  |
| 12:00 Amb errors en els gols a l'acta arbitral 1a fase - 3a eliminatòria | Jaume 33' · Edu 75' Rubén · Jimmy, Edmund, Audald, Sergio · Jaume, Nelson, Aniceto · Deco, Macedo, Roger | Acta FCF        | 20' Edu Cosme · 43' (p.) Oriol Vila Rivademar · Cristian, Bellavista, Merlatti, Marcel · David Matito, Oriol Vila, Víctor Manuel, David Sánchez · Edu Cosme, Bilal | Parc del Tenes · José Antonio Fernández Morillo · Xavier Monferrer Miralles · Edwar Miguel Gonzales Moreno · |  |
|                                                                          | | Tanda de penals | | |  |
|                                                                          | | 2 – 4           | | |  |

| 11 agost 2012                                                            | Vila-roja UE | 3 – 3                    | EC Granollers | Vila-roja, Girona                                                             |  |
| 19:00 Amb errors en els gols a l'acta arbitral 2a fase - 1a eliminatòria | Cristian 19' 83' · Iker 35' Aitor · Cristian, Pere Cuéllar, Ferran, Sergi · Miguel Haro, Joan Castro, Santos · Iker, Ñito, Sillero | Mundo Deportivo Acta FCF | 33' 58' (p.) Oriol Vila · 78' Adama Matamala · Pinadella, Cristian, Charcos, Bellavista · Àngel, Oriol Vila, Kevin, Edu Cosme · Adama, Sergio Sánchez | Municipal · Ramon Puig Pons · Jordi Fullà Planas · Marcos Carmona Sevillano · |  |
|                                                                          | | Tanda de penals          | |                                                                               |  |
|                                                                          | | 6 – 5                    | |                                                                               |  |

| Amistosos |

| 10 agost 2012 | CF Badalona (juvenil)                                                                                   | 1 – 1           | EC Granollers                                                                             | Badalona                                                    |  |
| 19:00         | Charcos 18' (p.p.) Sergi · Carles, Serra, Pintor, Pujol · Iborra, Eros, Cluvins · Garrido, Jordi, Cugat | Mundo Deportivo | 15' Pau Matamala · Ismael, Héctor, Charcos, Marcel · Grego, Pau, Pol, Jandro · Martí, Ibu | Camp del Centenari · 50 espectadors · Rubén Mancera Antón · |  |

| 18 agost 2012 | FC Palau    | 1 – 4 | EC Granollers                           | Palau-solità i Plegamans |  |
| 20:00         | Musti (1-0) |       | Oriol Vila · Adama · Bellavista · Martí | Camp de la Riera ·       |  |

| 19 agost 2012 | CE Mataró | 2 – 2             | EC Granollers | Mataró                                      |  |
| 18:00         | Dani 11' · Rubén 50' Pol Flores · Pol Raich, Castillo, Antonio, Dani · Berrocal, Aranyó, Yustos · Parri, Landi, Juan | El Mundo Depotivo | 55' (p.) Rai · 85' Kevin Rivademar · Pinadella, Bellavista, Charcos, Rai · Ismael, David Matito, Enrich, David García · Martí, Pau | Passeig Carles Pedrós · Dídac Molina Peig · |  |

| 25 agost 2012 | UE Sitges                                                                                                | 1 – 1     | EC Granollers | Sitges                            |  |
| 19:30         | Gerard 14' Abenoja · Nico, Caverdós, Patrick, Arenas · Kike, Gerard, Rubén Cortés · Gonza, Gorka, Sergio | UE Sitges | 80' Rai Rivademar · Pinadella, Cristian, Bellavista, Àngel · Marc, Oriol Vila, Enrich, David Matito · Martí, Kevin | Aiguadolç · Xavier Ruiz Paterna · |  |

| 31 agost 2012                  | CF Vilanova del Vallès | 0 – 2 | EC Granollers | Vilanova del Vallès |  |
| 19:30 II Històrics V. Oriental |                        |       |               | Municipal ·         |  |

| 31 agost 2012                  | EC Granollers | 1 – 0 | CF Vilamajor | Vilanova del Vallès |  |
| 21:30 II Històrics V. Oriental |               |       |              | Municipal ·         |  |

| 2 setembre 2012                | FC Cardedeu  | 2 – 2                    | EC Granollers        | Vilanova del Vallès |  |
| 19:00 II Històrics V. Oriental | Romo 15' 34' | El 9 Nou Carde10 Esports | 64' 69' David Matito | Municipal ·         |  |
|                                |              | Tanda de penals          |                      |                     |  |
|                                |              | 4 – 3                    |                      |                     |  |

| Primera Catalana |

| 8 setembre 2012 | CE Farners | 1 – 1                                                                                                | EC Granollers | Santa Coloma de Farners                                                                                     |  |
| 18:00 Jornada 1 | Joel 34' Adrià Fradera · Giró, Banal, Pitu Riart, Joel · Pau Gusó, Criado, Manel Sánchez · Dani Alonso, Guitart, Riki Solà | El Mundo Depotivo Sport El 9 Esportiu Diari de Girona El Punt Avui EC Granollers CE Farners Acta FCF | 60' Edu Cosme Rivademar · Pinadella, Cristian, David García, Rai · Oriol Vila, Enrich · Adama, David Matito, Edu Cosme · Martí | Municipal · 250 espectadors · Eduardo Hernández Cacho · Arturo Miguel Buxó Carvajal · Sergio Alegre López · |  |

| 16 setembre 2012 | EC Granollers | 1 – 0                                                                                           | CF Peralada                                                                    | Granollers                                                                                              |  |
| 12:00 Jornada 2  | Cristian 41' Rivademar · Pinadella, Cristian, David García, Àngel · Jandro, Enrich · Marc Lucas, David Matito, Edu Cosme · Martí | Mundo Deportivo Sport El 9 Esportiu Diari de Girona El Punt Avui Empordà EC Granollers Acta FCF | Montero Elies, Litus, Pastor, Rojas Chacón, Isma, Arimany, Àxel Robert, Nierga | Carrer Girona · 200 espectadors · Martí Ferrer Font · Édgar Cardoso Vilana · Abdelhaq Bendouda Tahiri · |  |

| 23 setembre 2012 | CD Montcada | 2 – 2                                                      | EC Granollers | Montcada i Reixac                                                                                              |  |
| 12:00 Jornada 3  | José María 30' · Marcel 63' Lledó · Norbert, Pacheco, José María, Miguel · Marcel, Marín, Carmona · Bermu, Sergi Arranz, Kike Amador | Mundo Deportivo Sport El 9 Esportiu EC Granollers Acta FCF | 38' Miguel Jiménez · 81' Gerard García Rivademar · Àngel, Cristian, David García, Rai · Oriol Vila, Enrich · Adama, David Matito, Edu Cosme · Miguel Jiménez | La Ferreria · 400 espectadors · Carlos Montoro Morcillo · José Luis Santiago Company · Iván Sánchez Morenate · |  |

| 30 setembre 2012 | EC Granollers | 3 – 2                                                                                 | FC Sant Quirze | Granollers                                                                                                   |  |
| 12:00 Jornada 4  | Enrich 40' · Miguel Jiménez 54' · Ivan García 81' Rivademar · Pinadella, Cristian, David García, Rai · Oriol Vila, Enrich · Adama, David Matito, Edu Cosme · Miguel Jiménez | Mundo Deportivo Sport El 9 Esportiu El 9 Nou Diari de Sabadell EC Granollers Acta FCF | 44' Murillo · 88' (p.) Marçal · Iñaki · Aitor, David, Albert, Anzo · Guti, Campuzano, Marçal · Murillo, Claudio, Gere | Carrer Girona · 200 espectadors · Javier Ramos Sánchez · Diego Domínguez Cisneros · Albert García Mondéjar · |  |

| 7 octubre 2012  | UA Horta | 0 – 1                                                          | EC Granollers | Barri d'Horta, Barcelona                                                                               |  |
| 12:00 Jornada 5 | Marc Aquilué Veras, Albert, Marc Esteve, Aleix Vall Miguel Rubio, Aitor Millán, Héctor Tejera Gerard, Villegas, Pereira | Mundo Deportivo Sport El 9 Esportiu BTV EC Granollers Acta FCF | 51' Miguel Jiménez Rivademar · Pinadella, Cristian, Bellavista, Àngel · Jandro, Enrich · Edu Cosme, David Matito, David García · Miguel Jiménez | Feliu i Codina · 200 espectadors · Carlos Calderiña Pavón · Xavier Polo Contel · Álvaro Tallón Silva · |  |

| 14 octubre 2012 | EC Granollers | 2 – 1                                                      | CE Vilassar de Dalt                                                                                               | Granollers                                                                                      |  |
| 12:00 Jornada 6 | Jandro 59' · Bellavista 93' Rivademar · Pinadella, Cristian, Bellavista, Àngel · Jandro, Enrich · Ivan García, David Matito, David García · Miguel Jiménez | Mundo Deportivo Sport El 9 Esportiu EC Granollers Acta FCF | 57' (p.p.) Pinadella · Sergio · Toni, Reyes, Fran, Edu Camps · Vicente, Galeano, Mendo · Mulilla, Roger, Casillas | Carrer Girona · 175 espectadors · Josep Barceló Prats · Jesús Mira García · Òscar Peri Compte · |  |

| 21 octubre 2012 | Cerdanyola del Vallès FC                                                                            | 2 – 0                                        | EC Granollers | Cerdanyola del Vallès                                                                                      |  |
| 12:00 Jornada 7 | Peque 44' (p.) 55' Coca · Suli, Marc, Guarch, Iván · Ramón, Cuadras, Lalo · Edu Fité, Hassen, Peque | Mundo Deportivo Sport El 9 Esportiu Acta FCF | Rivademar Pinadella, Cristian, Bellavista, Àngel Oriol Vila, Enrich Ivan García, Jandro, David García Miguel Jiménez | La Bòbila · 200 espectadors · Albert López Martínez · Agustí Piñeyro Pecero · Albert Riubrugent Expósito · |  |

| 28 octubre 2012 | EC Granollers | 2 – 5                                                      | CD Masnou | Granollers                                                                                                 |  |
| 12:00 Jornada 8 | Miguel Jiménez 24' · Marc Lucas 71' · Rivademar · Pinadella, Cristian, Bellavista, Àngel · Oriol Vila, Enrich · Ivan García, David Matito, David García · Miguel Jiménez | Mundo Deportivo Sport El 9 Esportiu EC Granollers Acta FCF | 34' Víctor Manuel · 46' 51' Bauli · 83' Baena · 94' Maxime Peinado · Sato, Xavi Comas, Jonathan, Dennis · Dani Tacón, Víctor Manuel, Maxime, Àlex · Bauli, Gueri | Carrer Girona · 200 espectadors · Enric Ponsatí Clavaguera · Lluís Gahete Ferrer · Víctor Expósito López · |  |

| 4 novembre 2012 | UE La Jonquera | 1 – 0 | EC Granollers | La Jonquera |  |
| 16:00 Jornada 9 | Pato 72' José · Budó, Dani O, Laari, Moha · Carlos López, Toni Güell, Bassols, Ferrón · Quim Rodríguez, Marquitos | Mundo Deportivo Sport El 9 Esportiu El Punt Avui Empordà Hora Nova EC Granollers UE La Jonquera Acta FCF | Rivademar Pinadella, Cristian, Gerard García, Marcel Oriol Vila, Enrich Adama, David Matito, Marc Lucas Miguel Jiménez | Les Forques · 250 espectadors · Rafael de San Nicolás García · José Antonio Rodríguez Merino · Joel Figuerola Rodríguez · |  |

| 11 novembre 2012 | EC Granollers | 3 – 1                                                                                       | CF Lloret | Granollers                                                                                                |  |
| 12:00 Jornada 10 | Miguel Jiménez 25' · Oriol Vila 65' (p.) · Martí 89' Rivademar · Pinadella, Cristian, David García, Marcel · Oriol Vila, Enrich · Adama, Rai, Marc Lucas · Miguel Jiménez | Mundo Deportivo Sport Diario As El 9 Esportiu El Punt Avui EC Granollers CF Lloret Acta FCF | 29' Ivi · Héctor · Jordi Valls, Dani Rivas, Marc Soler, Chema · Ángel, Ivi, Lobo, Cristian Cuerva · Dani Cuerva, Marc Ribas | Carrer Girona · 190 espectadors · Josep Pujol Cugat · José Ramón Gallego Martínez · Diego Ruedas Cuenca · |  |

| 18 novembre 2012 | CF Ripollet | 3 – 1                                                                | EC Granollers | Ripollet                                                                                                   |  |
| 12:00 Jornada 11 | Peque 32' · Manolo Casto 72' · Txema 88' Reyes · Fortuny, Medina, Salva Carreras, Iñaki · Torcal, Durán, Txema, Sanchis · Manolo Casto, Peque | Mundo Deportivo Sport Diario As El 9 Esportiu EC Granollers Acta FCF | 03' Rai · Rivademar · Pinadella, Bellavista, David García, Marcel · Oriol Vila, Jandro · Adama, Rai, Edu Cosme · Miguel Jiménez | Municipal · 200 espectadors · Miguel Escalera Aguilar · Sergio Jiménez Gordo · Alexandre González Moreno · |  |

| 25 novembre 2012 | EC Granollers | 0 – 1                                                                   | AD Guíxols | Granollers |  |
| 12:00 Jornada 12 | Rivademar Àngel, Cristian, Bellavista, Rai Oriol Vila, Enrich Edu Cosme, David Matito, Ivan García Miguel Jiménez | Mundo Deportivo Sport El 9 Esportiu El Punt Avui EC Granollers Acta FCF | 81' Uri Vila Sergi Andrés · Chicho, Pedregosa, Tena, Guti · Marc Medina, Uri Vila, Óscar Trigo, Musa · Xavi Mora, Moha | Carrer Girona · 175 espectadors · Kabir Frutos Bonache · Òscar Peregrina Garcerán · José Antonio Fernández Morillo · |  |

| 2 desembre 2012  | CF Mollet UE | 3 – 1                                                                             | EC Granollers | Mollet del Vallès                                                                                                   |  |
| 12:00 Jornada 13 | Berni 46' · Àlex Gil 73' · Lluís Maíllo 77' Tomàs · Quique, Quim, Àlex Gómez, Édgar · Ricky, Uri · Lluís Maíllo, Berni, Àlex Gil · Novo | Mundo Deportivo Sport Diario As El 9 Esportiu EC Granollers CF Mollet UE Acta FCF | 72' Ivan García · Rivademar · Pinadella, Cristian, Bellavista, Rai · David Matito, Oriol Vila, David García · Marc Lucas, Miguel Jiménez, Ivan García | Germans Gonzalvo · 150 espectadors · Carlos López Buendía · Pere Llorenç Costajussà Gómez · Miquel Torres Ramírez · |  |

| 16 desembre 2012 | EC Granollers | 1 – 1                                                                          | FC Sant Cugat Esport | Granollers                                                                                                |  |
| 12:00 Jornada 14 | Enrich 08' Matamala · Pinadella, Cristian, Bellavista, Marcel · Oriol Vila, Enrich · Martí, Jandro, Ivan García · Adama | Mundo Deportivo Sport Diario As El 9 Esportiu cugat.cat EC Granollers Acta FCF | 93' Jonny Jota · Vallcorba, Xavi Martín, Serrat, Gerard Raventós · Bonamich, Toni Pou, Marroco, Claudi · Djailson, Corbi | Carrer Girona · 250 espectadors · Joel Moreno Berenguer · Jorge Hoyas Gómez · Eduard Monsonís Benavente · |  |

| 23 desembre 2012 | UDA Gramenet B | 0 – 2                                                                | EC Granollers | Santa Coloma de Gramenet                                                                            |  |
| 11:45 Jornada 15 | Adrià Mir Óscar Romero, Borja Esteve, Estellés, Pablo Leal Roger, Iván Ruiz, Raúl Fernández, Paulino Edu Ranchal, Dani Fernández | Mundo Deportivo Sport Diario As El 9 Esportiu EC Granollers Acta FCF | 45' (p.) Oriol Vila · 85' Jandro Matamala · Pinadella, Cristian, Charcos, Àngel · Oriol Vila, Jandro · Ivan García, Martí, Rai · Miguel Jiménez | Can Peixauet · 300 espectadors · Eduard Martín Pomés · Raúl González Aguilera · Isaac Aira Yubero · |  |

| 13 gener 2013    | EC Granollers | 2 – 2                                                                        | UE Avià | Granollers                                                                                                  |  |
| 12:00 Jornada 16 | Edu Cosme 34' · Ivan García 52' Rivademar · Pinadella, Cristian, Charcos, Marcel · Jandro, Enrich · Edu Cosme, Martí, Ivan García · Miguel Jiménez | Mundo Deportivo Sport Diario As El 9 Esportiu Regió 7 EC Granollers Acta FCF | 67' Guijarro · 68' Álex Marc Coll · Barnada, Miguel, Dani Sucías, Riki · Álex, Revilla, Gigi, Noguera · Uri, Miki | Carrer Girona · 300 espectadors · César García Peñacoba · Joan Aragonés Casares · Sergio Manzón Villazala · |  |

| 20 gener 2013    | CP San Cristóbal | 1 – 0                                                                                         | EC Granollers                                                                                              | Ca n'Anglada, Terrassa                                                     |  |
| 12:00 Jornada 17 | Rubén Ruiz 72' Dani · Arnau, Torres, Toni García, Joan · José, Xavi Lordán, Adri García, Ponsich · Javi Ruiz, Rubén Ruiz | Mundo Deportivo Sport El 9 Esportiu Diari de Terrassa Terrassa Digital EC Granollers Acta FCF | Rivademar Pinadella, Cristian, Charcos, Marcel Jandro, Enrich Edu Cosme, Martí, Ivan García Miguel Jiménez | Municipal · Josep Faig Pijoan · Marc Claparols Fabri · César Romero Mota · |  |

| 27 gener 2013    | EC Granollers | 0 – 2 | CE Farners | Granollers                                                                                            |  |
| 12:00 Jornada 18 | Rivademar Pinadella, Cristian, Bellavista, Marcel Oriol Vila, Enrich Edu Cosme, David Matito, Ivan García Miguel Jiménez | El Mundo Depotivo Sport Diario As El 9 Esportiu Diari de Girona El Punt Avui EC Granollers CE Farners Acta FCF | 01' Riki Solà · 72' Guitart Blanquera · Giró, Banal, Padrós, Joel · Sergi Romero, Criado, Almendros · Dani Alonso, Guitart, Riki Solà | Carrer Girona · 200 espectadors · Joel Gurrera Farnós · Jesús Mira García · Meritxell Bernat Salvat · |  |

| 3 febrer 2013                                         | CF Peralada                                                                       | 0 – 0 (suspès)                                                                            | EC Granollers                                                                                         | Peralada                                                                            |  |
| 17:00 Suspès al descans per vent Jornada 19 (1a part) | Gallego Diego, Litus, Pastor, Mate Chacón, Isma, Joel, Adrià Salas Robert, Nierga | Mundo Deportivo Sport El 9 Esportiu El Punt Avui Empordà Hora Nova EC Granollers Acta FCF | Matamala Pinadella, Cristian, Bellavista, Àngel Oriol Vila, Enrich Ivan García, Jandro, Rai Edu Cosme | Municipal · Daniel Galera Serrano · José Luis Torres Corpa · Adrián Aguirre López · |  |

| 17 febrer 2013   | EC Granollers | 2 – 3                                                                          | CD Montcada | Granollers |  |
| 12:00 Jornada 20 | Miguel Jiménez 28' · Oriol Vila 32' (p.) Matamala · Pinadella, Cristian, Bellavista, Àngel · Oriol Vila, Enrich · Edu Cosme, Jandro, Ivan García · Miguel Jiménez | Mundo Deportivo Sport Diario As El 9 Esportiu laveu.cat EC Granollers Acta FCF | 54' (p.p.) Bellavista · 76' 90' (p.) Kike Amador Lledó · Carmona, Pociello, Miki, Edu López · Álex González, Marín, Miguel · Morera, Ángel Cuéllar, Kike Amador | Carrer Girona · 200 espectadors · Josep Subirats Matamoros · Gonzalo Romero Freixas · Juan Manuel Varo López · |  |

| 24 febrer 2013   | FC Sant Quirze                                                                                            | 1 – 1                                                                | EC Granollers | Sant Quirze del Vallès                                                                                          |  |
| 12:00 Jornada 21 | Chipi 14' Juanfri · Víctor Soria, David, Albert, Anzo · Aitor, Marc Alfonso, Marçal · Chipi, Ávila, Brian | Mundo Deportivo Sport Diario As El 9 Esportiu EC Granollers Acta FCF | 56' Edu Cosme Matamala · Pinadella, Cristian, Bellavista, Marcel · Gerard García, Ivan García · Edu Cosme, David Matito, Rai · Miguel Jiménez | Municipal · 160 espectadors · Jordi Liarte Pérez · José Antonio Molina Fernández · Albert Riubrugent Expósito · |  |

| 3 març 2013                           | EC Granollers | 0 – 2                                                                    | UA Horta | Granollers                                                                                                   |  |
| 12:00 Partit del Centenari Jornada 22 | Aleix Vall 20' · Molist 72' Matamala · Cristian, Charcos, Bellavista, Marcel · Oriol Vila, Enrich · Edu Cosme, David Matito, Gerard García · Miguel Jiménez | Mundo Deportivo Sport Diario As El 9 Esportiu BTV EC Granollers Acta FCF | Álvaro Cussó, Héctor Tejera, Marc Esteve, Aleix Vall José Javier, Aitor Millán, Lluís Tejero, Pereira Molist, Miguel Rubio | Carrer Girona · 200 espectadors · Albert Catalá Ferran · Miguel Ángel Rico Reverte · Áxel Marcelino Gracia · |  |

| 10 març 2013     | CE Vilassar de Dalt | 2 – 2                                                                | EC Granollers | Vilassar de Dalt                                                                                             |  |
| 12:00 Jornada 23 | Rubén Salvador 54' · Hospital 77' Artur · Edu Camps, Mendo, Fran, Chino · Juan Pedro, Xavi de Frías, Rubén Salvador, Loren · Roger, Galeano | Mundo Deportivo Sport Diario As El 9 Esportiu EC Granollers Acta FCF | 16' (p.) Ivan García · 81' Oriol Vila Matalama · Pinadella, Cristian, Charcos, Àngel · Gerard García, Enrich · Ivan García, David Matito, Marcel · Martí | Vallmorena · 150 espectadors · Joan Ramon Rodríguez Abadal · Lluís Ballonga Xaver · Adrià Navarro Martínez · |  |

| 17 març 2013     | EC Granollers | 2 – 2                                                      | Cerdanyola del Vallès FC                                                                                        | Granollers                                                                                            |  |
| 12:00 Jornada 24 | Bellavista 47' · Cristian 55' Rivademar · Pinadella, Cristian, Bellavista, Àngel · Oriol Vila, Charcos · Edu Cosme, David Matito, Ivan García · Martí | Mundo Deportivo Sport El 9 Esportiu EC Granollers Acta FCF | 20' Montilla · 66' Cuadras Coca · Guarch, Marc, Cuadras, Iván · Ramón, Lalo, Montilla · Edu Fité, Hassen, Peque | Carrer Girona · 500 espectadors · Juan Espinosa Díaz · Carlos Cabrera Vidal · Abdelaziz Ajdir Lanti · |  |

| 24 març 2013     | CD Masnou                                                                                                | 1 – 0                                                      | EC Granollers | Mollet del Vallès                                                                                         |  |
| 12:00 Jornada 25 | Marcelo 62' Peinado · Sato, Dennis, Jonathan, Cris · Èric Blasco, Nisa, Maxime, Ciurana · Bauli, Marcelo | Mundo Deportivo Sport El 9 Esportiu EC Granollers Acta FCF | Rivademar Gerard García, Cristian, Bellavista, Àngel Oriol Vila, Enrich Edu Cosme, David Matito, Marcel Miguel Jiménez | Municipal · 100 espectadors · Sergio Castro Sánchez · Daniel García Carrasco · Josué Israel Veloz López · |  |

| 7 abril 2013     | EC Granollers | 1 – 1 | UE La Jonquera | Granollers                                                                                                  |  |
| 12:00 Jornada 26 | Edu Cosme 31' Rivademar · Pinadella, Bellavista, Merlatti, Marcel · Gerard García, Enrich · Uri Sala, Jandro, David García · Edu Cosme | Mundo Deportivo Sport El 9 Esportiu Revista del Vallès Diari de Girona El Punt Avui Empordà Hora Nova EC Granollers UE La Jonquera Acta FCF | 43' Alberto Jiménez José · Budó, Jesús Jiménez, Dani O, Èric Pérez · Ferrón, Toni Güell, Quim Rodríguez, Fages · Arimany, Alberto Jiménez | Carrer Girona · 170 espectadors · Leminyer Josep Puentes Senán · Abdellah Khadraoui · Eduard Moreno Curtó · |  |

| 13 abril 2013    | CF Lloret | 3 – 1 | EC Granollers | Lloret de Mar                                                                                                   |  |
| 16:00 Jornada 27 | Nuha 31' 39' · Kutxo 70' Gianni · Sergi, Marc Soler, Poderoso, Àlex Bertran · Àngel, Ivi, Cuenca, Riki · Nuha, Marc Ribas | Mundo Deportivo Sport El 9 Esportiu Revista del Vallès Diari de Girona El Punt Avui EC Granollers CF Lloret Acta FCF | 90' Miguel Jiménez · Rivademar · Pinadella, Bellavista, Merlatti, Marcel · Charcos, Edu Cosme · Uri Sala, Jandro, David García · Martí | Municipal · 300 espectadors · Carlos Ferrero Mansilla · Carlos Varela Irimia · José Antonio Fernández Morillo · |  |

| 21 abril 2013    | EC Granollers | 2 – 0                                                                         | CF Ripollet                                                                           | Granollers                                                                                            |  |
| 12:00 Jornada 28 | Miguel Jiménez 65' · Edu Cosme 86' Rivademar · Pinadella, Bellavista, Merlatti, Marcel · David García, Enrich · Uri Sala, Jandro, Ivan García · Edu Cosme | Mundo Deportivo Sport El 9 Esportiu Revista del Vallès EC Granollers Acta FCF | Israel Fortuny, Durán, Salva Carreras, Óscar Carlos, Jordi, Torcal, Minu Arnau, Txema | Carrer Girona · 400 espectadors · Sergio Álvarez Ubric · Jordi Rodríguez Martínez · Brian Díaz Díaz · |  |

| 28 abril 2013    | AD Guíxols | 4 – 1 | EC Granollers | Sant Feliu de Guíxols                                                                                       |  |
| 17:00 Jornada 29 | Enrich 04' (p.p.) · Carlos Gómez 35' · Garrido 69' · Peque 72' · Dani Castilla · Chicho, Pau Menéndez, Tena, Cervera · Pol Ros, Uri Vila, Garrido, Peque · Marc Medina, Carlos Gómez | Mundo Deportivo Sport Diario As El 9 Esportiu Revista del Vallès Diari de Girona El Punt Avui EC Granollers Acta FCF | 62' Uri Sala · Rivademar · Pinadella, Bellavista, Merlatti, Àngel · David García, Enrich · Uri Sala, Jandro, Ivan García · Edu Cosme | Josep Sunyer i Arxer · 200 espectadors · Joan Fàbregas Capellas · Joan Iniesta Amo · Pablo Horacio Llanos · |  |

| 1 maig 2013                | CF Peralada                                                                                             | 1 – 2                                                                                   | EC Granollers | Peralada                                                                            |  |
| 17:00 Jornada 19 (2a part) | Feixas 47' · Montero · Diego, Litus, Pastor, Mate · Arimany, Isma, Nierga, Adrià Salas · Robert, Feixas | Mundo Deportivo Sport El 9 Esportiu Diari de Girona El Punt Avui EC Granollers Acta FCF | 83' Ivan García · 93' Martí Matamala · Àngel, Bellavista, David García, Gerard García · Uri Sala, Enrich · Edu Cosme, Jandro, Ivan García · Miguel Jiménez | Municipal · Daniel Galera Serrano · José Luis Torres Corpa · Adrián Aguirre López · |  |

| 5 maig 2013      | EC Granollers | 3 – 2                                                                                      | CF Mollet UE | Granollers |  |
| 12:00 Jornada 30 | Ivan García 72' · Gerard García 76' · Oriol Vila 87' Matamala · Pinadella, Gerard García, David García, Àngel · Enrich, Jandro · Edu Cosme, Uri Sala, Ivan García · Martí | Mundo Deportivo Sport Diario As El 9 Esportiu El 9 Nou EC Granollers CF Mollet UE Acta FCF | 25' Novo · 30' Juan Carlos · Asier · Yustos, Àlex Gómez, Quim, Guillem · Sergi, Juanjo · Àlex Gil, Babi, Alberto Molina · Novo | Carrer Girona · 170 espectadors · Enric Ponsatí Clavaguera · Iván Artacho Cebrián · Marc Balastegui Espinosa · |  |

| 12 maig 2013     | FC Sant Cugat Esport                                                                                 | 1 – 4                                                                                        | EC Granollers | Sant Cugat del Vallès                                                                          |  |
| 16:45 Jornada 31 | Joan 37' · Jota · Rius, Joan, Corbi, Xavi Martín · Egaña, Burgos, Bonamich, Cristian · Claudi, Abdul | Mundo Deportivo Sport El 9 Esportiu Revista del Vallès TOT Sant Cugat EC Granollers Acta FCF | 17' Bellavista · 25' (p.p.) Abdul · 43' Ivan García · 84' Enrich · Matamala · Àngel, Gerard García, Bellavista, David García · Oriol Vila, Enrich · Uri Sala, Martí, Ivan García · Miguel Jiménez | Jaume Tubau · 200 espectadors · Albert Piñol Bautista · Karim Mansouri · Èric Aleixandrí Pla · |  |

| 19 maig 2013     | EC Granollers | 3 – 0                                                                         | UDA Gramenet B                                                                                                  | Granollers |  |
| 12:00 Jornada 32 | Miguel Jiménez 07' · Uri Sala 12' · David García 61' (p.) Matamala · Pinadella, Gerard García, Bellavista, Àngel · David García, Enrich · Edu Cosme, Uri Sala, Ivan García · Miguel Jiménez | Mundo Deportivo Sport El 9 Esportiu Revista del Vallès EC Granollers Acta FCF | Manu Roger, Óscar Romero, Borja Esteve, Pablo Leal Pedrola, Édgar I, Dani Fernández, Edu Ranchal Gascón, Adrián | Carrer Girona · 200 espectadors · Juan Carlos Blasco Pastor · Kevin Jiménez Fernández · Jesús Martínez Navarro · |  |

| 25 maig 2013     | UE Avià | 2 – 1 | EC Granollers | Avià                                                                                 |  |
| 17:00 Jornada 33 | Noguera 62' · Dani Sucías 70' Marc Coll · Pol, Torres, Abel Cortizo, Salla · Álex, Gigi, Revilla, Noguera · Uri, Viladomat | Mundo Deportivo Sport Diario As El 9 Esportiu Regió 7 Revista del Vallès Ara Vallès EC Granollers Acta FCF | 86' Edu Cosme · Matamala · Pinadella, Gerard García, Bellavista, Àngel · Oriol Vila, Enrich · Edu Cosme, Uri Sala, David García · Miguel Jiménez | Municipal · Israel García Membrive · Gerard Nierga Gelabert · Manel Rivas Vizcaíno · |  |

| 2 juny 2013      | EC Granollers | 0 – 0 | CP San Cristóbal                                                                    | Granollers                                                                                                |  |
| 12:00 Jornada 34 | Rivademar Pinadella, Cristian, Bellavista, Àngel Oriol Vila, Enrich Edu Cosme, David Matito, David García Miguel Jiménez | Mundo Deportivo Sport El 9 Esportiu Revista del Vallès Diari de Terrassa Terrassa Digital EC Granollers Acta FCF | Dani Arnau, Lariño, Joan, Vega Ponsich, Torres, Xavi Lordán, José Javi Ruiz, Arjona | Carrer Girona · 100 espectadors · José Asensio Tejero · Luis Ángel Carrasco Vázquez · Dídac Molina Peig · |  |

| Posició | J  | G  | E | P  | GF | GC | DG | Punts |
| ------- | -- | -- | - | -- | -- | -- | -- | ----- |
| 14è     | 34 | 11 | 9 | 14 | 47 | 53 | -6 | 42    |